# Danilo Fernando Avelar
Danilo Fernando Avelar (Paranavai, Paraná, 9 de junio de 1989) es un futbolista profesional brasileño. Juega como defensa o centrocampista para América Mineiro del Campeonato Brasileño de Serie A.

## Carrera

### Carrera juvenil
Avelar comenzó su carrera en Brasil. Avelar jugó para Paranavaí, Joinville y Rio Claro.

### Paraná Clube
Jugó toda la temporada 2007 por el modesto Paraná Clube quedando puesto 19 con su equipo en esa temporada y así descendiendo.

### Karpaty Lviv
En 10 de mayo de 2010 se unió a Karpaty Lviv en Premier League ucraniana en préstamo hasta diciembre de 2010. Avelar impresionó bastante y firmó para el club de forma permanente en 2010.

### Préstamo a Schalke 04
En enero de 2011, llegó al FC Schalke 04 en calidad de préstamo, el nuevo entrenador del FC Schalke 04 anunció el 23 de marzo de 2011 que el club no iba a tomar la opción de firmar Avelar en un acuerdo permanente, durante su etapa en el FC Schalke 04, Avelar ganó la Copa DFB Pokal. Avelar regresó el 30 de junio de 2011 para su club Karpaty Lviv.

### Cagliari
En 2012, Cagliari firmó el préstamo a Karpaty Lviv. Después de hacer 20 apariciones en la Serie A en calidad de préstamo, fichó por el club de forma permanente en el verano de 2013.
El 31 de enero de 2014, Avelar se estableció para unirse a Leeds United en calidad de préstamo, sin embargo, el plazo de transferencia fracasó y no pudo ser concluido antes de la fecha límite 23:00. La medida se debió a prospectivo nuevo propietario del Leeds, Massimo Cellino alineando el acuerdo de transferencia. El 12 de abril de 2014, Avelar reveló después de un empate 1-1 contra Sassuolo que había tenido su maleta llena para unirse a Leeds en enero sólo para ver que el movimiento fracase.

## Clubes
| Club                        | País     | Año       |
| --------------------------- | -------- | --------- |
| Paranavaí                   | Brasil   | 2004-2005 |
| Joinville E. C.             | Brasil   | 2006      |
| Paraná Clube                | Brasil   | 2007      |
| Rio Claro F. C.             | Brasil   | 2008-2010 |
| F. K. Karpaty Lviv→(cesión) | Ucrania  | 2010      |
| F. K. Karpaty Lviv          | Ucrania  | 2010-2013 |
| F. C. Schalke 04→(cesión)   | Alemania | 2011      |
| Cagliari Calcio→(cesión)    | Italia   | 2012-2013 |
| Cagliari Calcio             | Italia   | 2013-2015 |
| Torino F. C.                | Italia   | 2015-2019 |
| Amiens S. C.→(cesión)       | Francia  | 2017-2018 |
| S. C. Corinthians→(cesión)  | Brasil   | 2018-2019 |
| S. C. Corinthians           | Brasil   | 2019-     |
| América Mineiro→(cesión)    | Brasil   | 2022-     |

## Palmarés

### Títulos nacionales
| Título           | Club             | País     | Año     |
| ---------------- | ---------------- | -------- | ------- |
| Copa de Alemania | F. C. Schalke 04 | Alemania | 2010-11 |